# ジェットF104脱出せよ
『ジェットF104脱出せよ』（ジェットエフひゃくよんだっしゅつせよ）は、1968年制作の日本のアクション映画。
航空自衛隊のパイロットとなるべく厳しい訓練に臨む若き自衛官たちの姿を描く。航空自衛隊が撮影に全面協力しており、劇中に登場する航空機は全て実物が使用されている。村山三男監督。

## あらすじ
海津、篠田、郷原、坂本、田代ら若き飛行幹部候補生たちは航空自衛隊のパイロットとなるべく、各地の基地で厳しい訓練に臨む。
途中、厳しさに耐え切れなくなり除隊する者や、訓練飛行中に事故死する者も出る中、彼らはたくましく成長していく。

## キャスト
- 海津士郎：倉石功
- 郷原克彦：酒井修
- 篠田正美：青山良彦
- 坂本三郎：高見国一
- 田代隆雄：平泉征
- 山崎三等空佐：夏木章
- 矢代二等空尉：藤山浩二
- 笹井二等空尉：橋本力
- 渡辺二等空佐：宇津井健
- 工藤二等空佐：村上不二夫
- 大滝一等空尉：仲村隆
- 吉野一等空佐：北原義郎
- 原口空将補：北城寿太郎
- 速水二等空佐：早川雄三
- 中村空将補：伊東光一
- 須崎一等空佐：小山内淳
- 浪貝一等空佐：原田該
- 学生：篠田三郎、山本一彦、宗近一、山上友夫、岡郁二、関幸四郎

## 登場する航空機

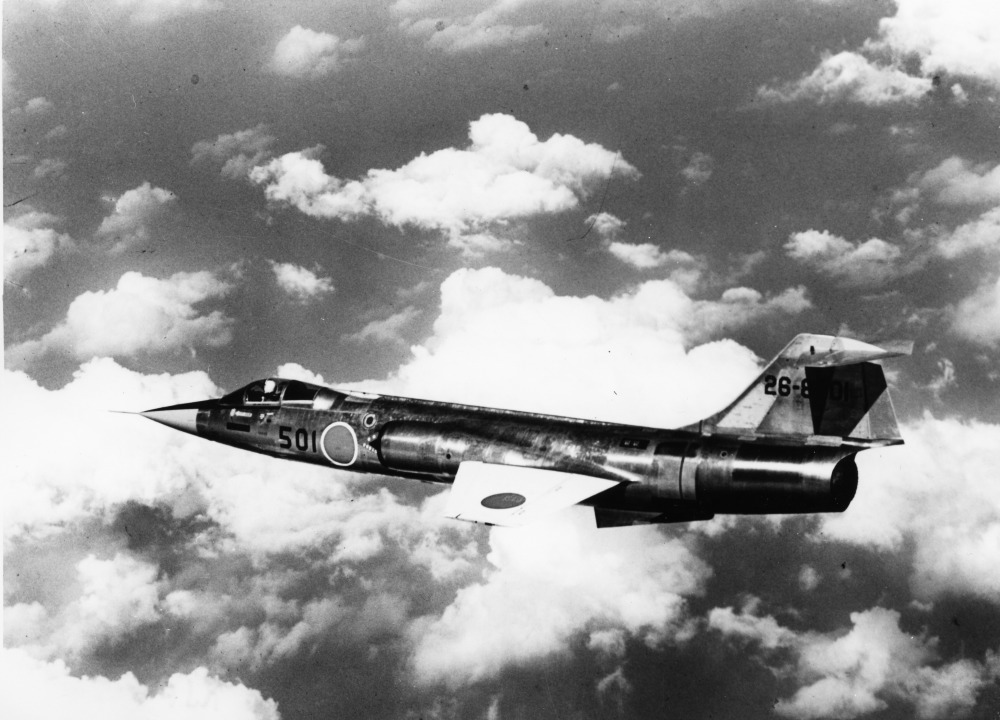
航空自衛隊のロッキード F-104 スターファイター（撮影日時・場所不明）

- ロッキード F-104 スターファイター
- T-34 メンター
- T-33 シューティングスター
- 富士 T-1 初鷹
- F-86 セイバー[注釈 1]
- シコルスキー S-62

## 舞台となる基地
- 芦屋基地（福岡県）
- 浜松基地（静岡県）
- 千歳基地（北海道）
- 新田原基地（宮崎県）

※実際にこれらの基地で撮影が行われた。

## 併映作品
- 『陸軍中野学校 開戦前夜』：井上昭監督